# Шарон (Вісконсин)
Шарон (англ. Sharon) — селище (англ. village) в США, в окрузі Волворт штату Вісконсин. Населення — 1586 осіб (2020).

## Географія
Шарон розташований за координатами 42°29′55″ пн. ш. 88°43′48″ зх. д. / 42.49861° пн. ш. 88.73000° зх. д. (42.498505, -88.730046).  За даними Бюро перепису населення США в 2010 році селище мало площу 4,29 км², уся площа — суходіл.

## Демографія
Згідно з переписом 2010 року, у селищі мешкало 1605 осіб у 594 домогосподарствах у складі 406 родин. Густота населення становила 374 особи/км².  Було 714 помешкання (166/км²).
Расовий склад населення:
| - 86,7 % — білих - 0,6 % — корінних американців - 0,4 % — азіатів - 0,2 % — чорних або афроамериканців - 10,5 % — осіб інших рас |

До двох чи більше рас належало 1,6 %. Частка іспаномовних становила 16,5 % від усіх жителів.
За віковим діапазоном населення розподілялося таким чином: 28,2 % — особи молодші 18 років, 63,0 % — особи у віці 18—64 років, 8,8 % — особи у віці 65 років та старші. Медіана віку мешканця становила 35,3 року. На 100 осіб жіночої статі у селищі припадало 103,2 чоловіків;  на 100 жінок у віці від 18 років та старших — 103,4 чоловіків також старших 18 років.
Середній дохід на одне домашнє господарство  становив 55 374 долари США (медіана — 39 583), а середній дохід на одну сім'ю — 56 255 доларів (медіана — 53 261). Медіана доходів становила 41 583 долари для чоловіків та 30 682 долари для жінок. За межею бідності перебувало 19,2 % осіб, у тому числі 26,1 % дітей у віці до 18 років та 12,0 % осіб у віці 65 років та старших.
Цивільне працевлаштоване населення становило 742 особи. Основні галузі зайнятості: виробництво — 29,4 %, освіта, охорона здоров'я та соціальна допомога — 18,5 %, роздрібна торгівля — 13,9 %, науковці, спеціалісти, менеджери — 9,7 %.